# Lotus 95T
La Lotus 95T è una vettura di Formula 1 con cui il team britannico affrontò la stagione 1984. I piloti sono confermati dalla stagione 1983: Elio De Angelis e Nigel Mansell.

## Specifiche tecniche
Il regolamento della stagione prevede una limitazione a 220 litri della benzina da imbarcare sulla vettura. Gérard Ducarouge crea perciò una vettura più piccola della precedente Lotus 94T, ma sempre spinta dal propulsore turbo della Renault. Questa vettura è la prima Lotus che presenta un disegno aerodinamico "imponente", caratterizzato da grandi alettoni. La 95T monta pneumatici Goodyear, che rimpiazzano quelli della Pirelli, che nell'anno precedente non avevano dato grandi risultati.

## Stagione 1984
La vettura conquista due pole, la prima all'esordio con Elio De Angelis e la seconda con Nigel Mansell nel Gran Premio degli USA. Molto competitiva in prova non lo sarà altrettanto in gara in cui conquisterà un secondo posto (con De Angelis a Detroit), cinque terzi, quattro quarti, quattro quinti e un sesto posto, per un totale di 47 punti, che valgono alla Lotus il terzo posto nel mondiale costruttori.
| Anno | Team                   | Motore       | Gomme | Piloti          |     |     |     |     |   |     |   |     |   |     |     |     |   |     |     |     | Punti | Pos. |
| ---- | ---------------------- | ------------ | ----- | --------------- | --- | --- | --- | --- | - | --- | - | --- | - | --- | --- | --- | - | --- | --- | --- | ----- | ---- |
| 1984 | John Player Team Lotus | Renault EF4B | G     | Elio De Angelis | 3   | 7   | 5   | 3   | 5 | 5   | 4 | 2   | 3 | 4   | Rit | Rit | 4 | Rit | Rit | 5   | 47    | 3º   |
| 1984 | John Player Team Lotus | Renault EF4B | G     | Nigel Mansell   | Rit | Rit | Rit | Rit | 3 | Rit | 6 | Rit | 6 | Rit | 4   | Rit | 3 | Rit | Rit | Rit | 47    | 3º   |